# تپه الو کندی
تپه الو کندی مربوط به دوره ساسانیان است و در شهرستان زنجان، بخش مرکزی، روستای مجینه واقع شده و این اثر در تاریخ ۲۷ مرداد ۱۳۸۲ با شمارهٔ ثبت ۹۶۸۸ به‌عنوان یکی از آثار ملی ایران به ثبت رسیده است.